# Società nazionale italiana
La Società  nazionale italiana è stata un'associazione nata a Torino nell'agosto 1857 per iniziativa del patriota veneziano Daniele Manin e del siciliano Giuseppe La Farina, con l'obiettivo di fornire sostegno al movimento unitario intorno al Regno di Sardegna.

## Storia
Ispirata dal conte di Cavour, la sua formazione viene fatta risalire a due lettere di Manin (del 22 gennaio e 29 maggio 1856). L'associazione ebbe come presidente Manin, che tuttavia morì poco dopo (22 settembre 1857), mentre La Farina ne era il segretario. Nel dicembre successivo, ne divenne presidente Giorgio Pallavicino Trivulzio (in passato portavoce di Manin in Piemonte), mentre a Giuseppe Garibaldi andò il titolo di vicepresidente onorario.
Anche a causa della crisi del partito d'azione mazziniano, la Società nazionale si diffuse in tutta Italia, clandestinamente nella maggior parte degli stati preunitari italiani e alla luce del sole nel Regno di Sardegna. Ebbe un ruolo rilevante nel preparare la Spedizione dei mille e fornirvi supporto nel corso della stessa.
Raggiunta l'unità d'Italia (1861), l'associazione declinò lentamente, in quanto il programma dell'associazione era stato fatto proprio dal governo italiano, e nel 1862 venne sciolta.

## Obiettivi
Nella dichiarazione costitutiva della Società veniva affermata la necessità dell'unificazione e dell'azione popolare, ribadito il principio dell'indipendenza italiana, e si identificava il mezzo per raggiungere questi obiettivi nell'appoggio a casa Savoia.

## Il Piccolo corriere d'Italia
L'associazione dispose di un suo organo periodico, Il Piccolo corriere d'Italia, pubblicato dal 22 giugno 1856 al 3 marzo 1861 come mensile e dal 4 marzo 1861 al 15 gennaio 1862 come settimanale.